# Rafael Roncagliolo

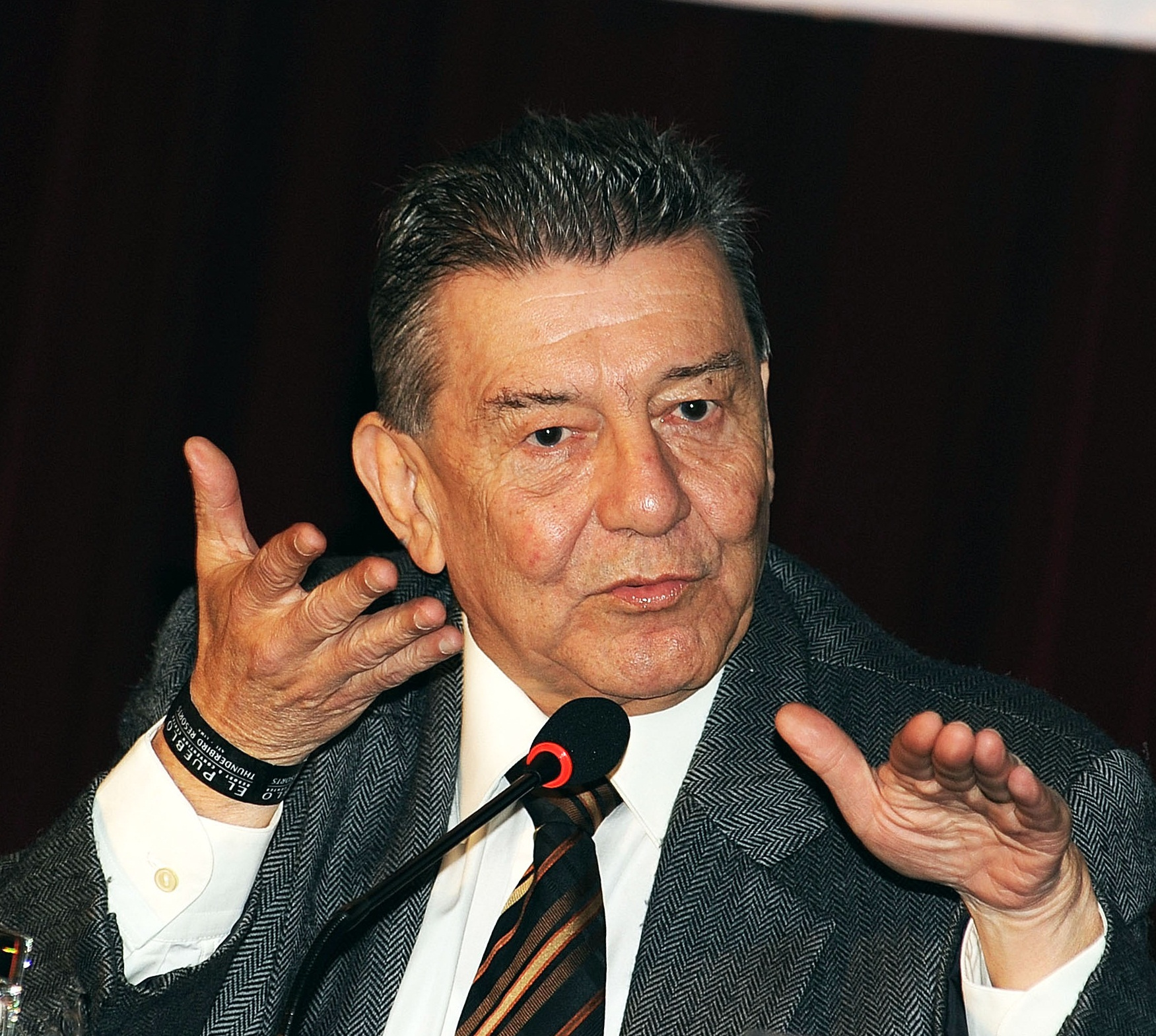
Rafael Roncagliolo (2011)

Rafael Roncagliolo (* 14. November 1944 in Lima; † 1. Mai 2021 ebenda) war ein Soziologe, peruanischer Politiker und ehemaliger Außenminister.

## Leben
Fortunado Rafael Roncagliolo Orbegoso wuchs in Nasca auf, wo sein Vater Bürgermeister war. Er studierte Soziologie an der Pontifical Catholic University of Peru in Lima und schloss diese Studien 1970 ab. Dann wurde er Journalist. So arbeitete er für die Tageszeitung Expreso. Er hatte später auch leitende Funktionen bei Radio und Fernsehen. Er war zudem Professor für Soziologie an der Universidad Nacional Mayor de San Marcos und der Universidad Católica de Peru.

## Politische Tätigkeiten

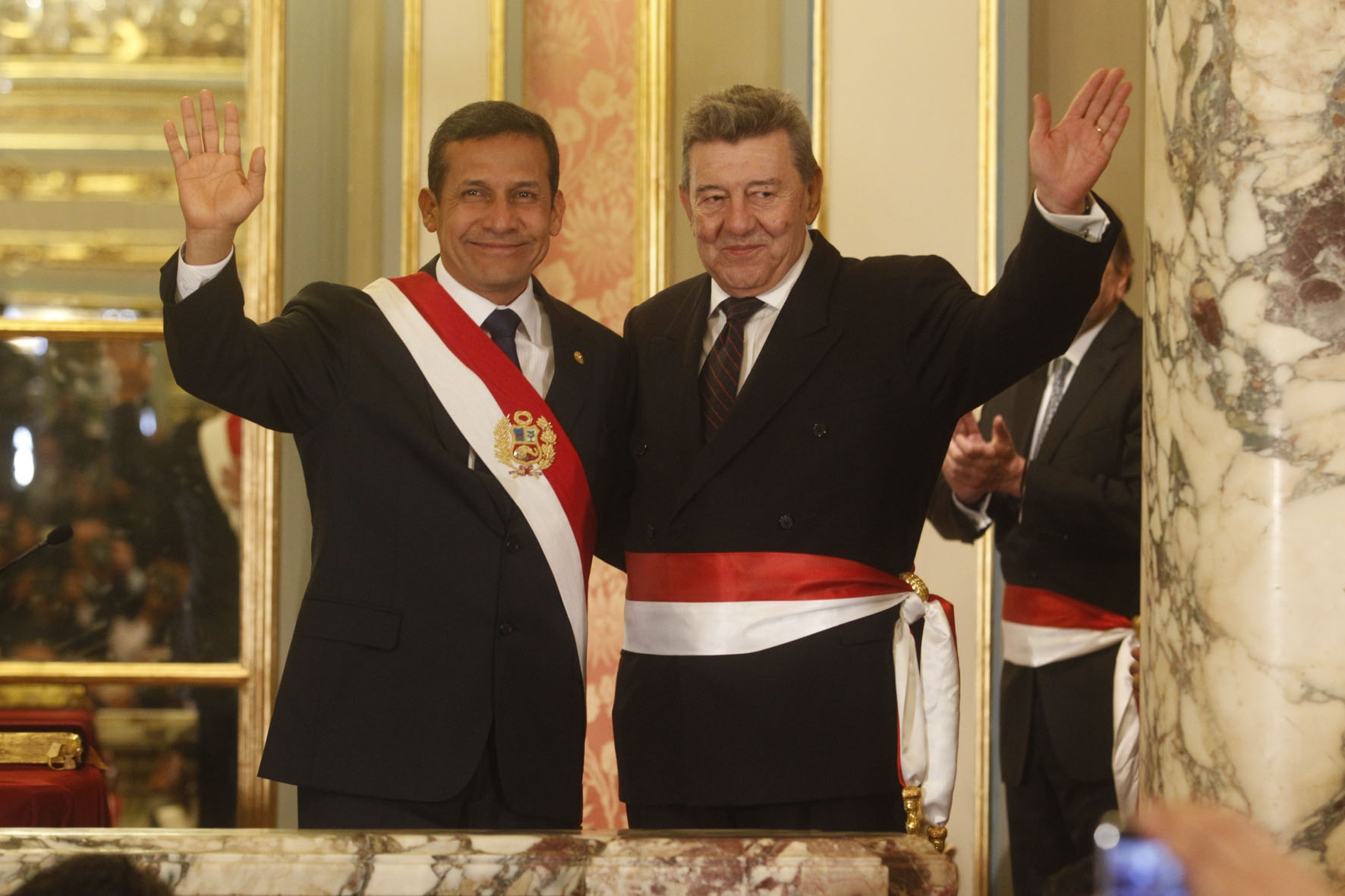
Roncagliolo mit Ollanta Humala bei der Amtseinführung als Außenminister.

Als Berater unterstützte Roncagliolo mehrere peruanische Institutionen und Ministerien. 
Er war 1995 Mitgründer der Organisation Asociación Civil Transparencia. Diese Organisation gewann Anerkennung durch alle politischen Parteien als unabhängige, neutrale Instanz bei der Überwachung von Wahlen in Peru, um für einen korrekten Ablauf zu sorgen.
Beim Amtsantritt des peruanischen Präsidenten Ollanta Humala am 28. Juli 2011 wurde Roncagliolo Außenminister des Landes. Diese Funktion gab er im Mai 2013 ab. Er wurde wegen seiner Haltung bezüglich der Wirren in Venezuela von dessen Präsident Nicolás Maduro kritisiert.
Von April 2015 bis Mai 2016 war Roncagliolo peruanischer Botschafter in Spanien. 
Er starb an COVID-19 mitten im Wahlkampf für einen neuen peruanischen Präsidenten.

## Ehrungen
- 2011: Grand Cross of the Order of the Sun of Peru
- 2013: Grand Cross of the Order of Isabella the Catholic